# Gruppo di NGC 1961
Il Gruppo di NGC 1961 comprende almeno sei galassie situate nella costellazione della Giraffa.

## Descrizione
La distanza media tra il centro di massa di questo gruppo e la nostra Via Lattea è di circa 196 milioni di anni luce (60,2 Mpc).

## Membri
Nella tabella sottostante sono riportati i sei membri del gruppo indicati da Garcia nel suo articolo del 1993.
| Nome                    | Classificazione | Tipo               | RA (J2000.0)  | DEC (J2000.0) | Velocità radiale (km/s) | Magnitudine apparente | Distanza (Mpc) | Dimensioni (kal) |
| ----------------------- | --------------- | ------------------ | ------------- | ------------- | ----------------------- | --------------------- | -------------- | ---------------- |
| NGC 1961                | SAB(rs)c        | Spirale intermedia | 05h 42m 04.6s | 69° 22′ 42″   | 3934 ± 1                | 10,9                  | 57,7 ± 4,0     | 212              |
| UGC 3319                | Sc              | Spirale            | 05h 34m 14.5s | 70° 11′ 29″   | 4213 ± 8                | 15,8                  | 61,7 ± 4,3     | 136              |
| UGC 3342                | Scd?            | Spirale            | 05h 44m 29.6s | 69° 17′ 56″   | 3998 ± 8                | 14,7                  | 58,6 ± 4,1     | 111              |
| UGC 3379                | (R')SABb        | Spirale intermedia | 05h 58m 25.4s | 68° 27′ 40″   | 4113 ± 4                | 13,0                  | 60,4 ± 4,2     | 104              |
| CGCG 329-010            | Sb              | Spirale            | 05h 42m 52.7s | 69° 53′ 34″   | 4016 ± 125              | 14,4                  | 58,9 ± 4,5     | 38               |
| MGC 12-6-13, (UGC 3349) | Sb              | Spirale            | 05h 45m 38.8s | 69° 03′ 38″   | 4346 ± 1                | 13,6                  | 63,8 ± 4,5     | 53               |

Il sito DeepskyLog permette di trovare agevolmente le costellazioni in cui sono situate le galassie; in alternativa si possono utilizzare le coordinate delle galassie per individuarle. Se non altrimenti indicato, le coordinate sono quelle fornite dal sito NASA/IPAC (National Aeronautics and Space Administration / Infrared Processing and Analysis Center).